# Ixora kinabaluensis
Ixora kinabaluensis är en måreväxtart som beskrevs av Otto Stapf. Ixora kinabaluensis ingår i släktet Ixora och familjen måreväxter. Inga underarter finns listade i Catalogue of Life.